# Déli-Gerecse
Déli-Gerecse este o arie protejată (arie specială de conservare — SAC, sit de importanță comunitară — SCI) din Ungaria întinsă pe o suprafață de 4.815,13 ha, integral pe uscat.

## Localizare
Centrul sitului Déli-Gerecse este situat la coordonatele 47°32′32″N 18°32′08″E / 47.542222°N 18.535556°E.

## Înființare
Situl Déli-Gerecse a fost declarat sit de importanță comunitară în mai 2004 pentru a proteja 2 specii de plante și 21 de specii de animale. Situl a fost protejat și ca arie specială de conservare în februarie 2010.

## Biodiversitate
Situată în ecoregiunea panonică, aria protejată conține 7 habitate naturale: Pajiști panonice carstice (Stipo-Festucetalia pallentis), Pajiști stepice subpanonice, Păduri panonice cu Quercus pubescens, Pante stâncoase calcaroase cu vegetație casmofită, Păduri panonice cu Quercus petraea și Carpinus betulus, Păduri panonice-balcanice de stejar turcesc - stejar sesil, Păduri pe pante, grohotișuri și ravene de Tilio-Acerion.
La baza desemnării sitului se află mai multe specii protejate:
- plante (2): sisinei (Pulsatilla grandis), Seseli leucospermum
- amfibieni (2): buhai de baltă cu burta roșie (Bombina bombina), triton cu creastă dobrogean (Triturus dobrogicus)
- mamifere (7): liliac cârn (Barbastella barbastellus), liliac cu urechi mari (Myotis bechsteinii), liliac cu urechi de șoarece (Myotis blythii), liliac cărămiziu (Myotis emarginatus), liliac comun (Myotis myotis), liliacul mic cu potcoavă (Rhinolophus hipposideros), popândău (Spermophilus citellus)
- nevertebrate (11): croitorul mare al stejarului (Cerambyx cerdo), Cucujus cinnaberinus, Erannis ankeraria, Euplagia quadripunctaria, Lignyoptera fumidaria, Limoniscus violaceus, rădașcă (Lucanus cervus), croitorul cenușiu al stejarului (Morimus funereus), Rosalia alpina, Stenobothrus eurasius, Vertigo moulinsiana
- reptile (1): țestoasa de baltă (Emys orbicularis)

Pe lângă speciile protejate, pe teritoriul sitului au mai fost identificate 38 de specii de plante, 6 specii de păsări, 2 specii de amfibieni, 6 specii de mamifere, 1 specie de nevertebrate, 3 specii de reptile.